# Single numer jeden w roku 2008 (Japonia)
Notowanie Weekly Singles Chart (jap. 週間シングルチャート Shūkan Shinguru Chāto) przedstawia najlepiej sprzedające się single w Japonii. Publikowane jest ono przez magazyn Oricon Style, a dane kompletowane są przez Oricon w oparciu o cotygodniowe wyniki sprzedaży fizycznej singli. Poniżej znajdują się tabele prezentujące najpopularniejsze single w danych tygodniach w roku 2008.
Notowanie Billboard Japan Hot 100 przedstawia najpopularniejsze single w Japonii. Publikowane jest ono przez magazyn Billboard i Hanshin Contents Link, a dane kompletowane są w oparciu o sprzedaż CD singli (udostępniane przez SoundScan Japan) oraz częstotliwość emitowania piosenek na antenach japońskich stacji radiowych (udostępniane przez firmę Plantech). Lista ruszyła 21 stycznia 2008 roku.

## Oricon Weekly Singles Chart
| Data            | Singel                                                                                         | Wykonawca                  | Źródło |
| --------------- | ---------------------------------------------------------------------------------------------- | -------------------------- | ------ |
| 7 stycznia      | wstrzymanie publikacji                                                                         | wstrzymanie publikacji     |        |
| 14 stycznia     | „Dangan Fighter” (jap. 弾丸ファイター)                                                         | SMAP                       | [ 1 ]  |
| 21 stycznia     | „MIRAGE”                                                                                       | AAA                        | [ 2 ]  |
| 28 stycznia     | „Purple Line”                                                                                  | Tōhōshinki                 | [ 3 ]  |
| 4 lutego        | „Order Made” (jap. オーダーメイド)                                                             | Radwimps                   | [ 4 ]  |
| 11 lutego       | „Soba ni iru ne” (jap. そばにいるね)                                                           | Thelma Aoyama feat. SoulJa | [ 5 ]  |
| 18 lutego       | „LIPS”                                                                                         | KAT-TUN                    | [ 6 ]  |
| 25 lutego       | „Anata ga koko ni itara” (jap. あなたがここにいたら)                                           | Porno Graffitti            | [ 7 ]  |
| 3 marca         | „Step and Go”                                                                                  | Arashi                     | [ 8 ]  |
| 10 marca        | „Taiyō no namida” (jap. 太陽のナミダ)                                                          | NEWS                       | [ 9 ]  |
| 17 marca        | „Sonomama/White Message” (jap. そのまま/White Message)                                         | SMAP                       | [ 10 ] |
| 24 marca        | „Wahhahha” (jap. ワッハッハー)                                                                 | Kanjani ∞                  | [ 11 ] |
| 31 marca        | „60s 70s 80s”                                                                                  | Namie Amuro                | [ 12 ] |
| 7 kwietnia      | „Ore janakya, kimi janakya” (jap. オレじゃなきゃ、キミじゃなきゃ)                              | 20th Century               | [ 13 ] |
| 14 kwietnia     | „DRINK IT DOWN”                                                                                | L’Arc-en-Ciel              | [ 14 ] |
| 21 kwietnia     | „Mirrorcle World”                                                                              | Ayumi Hamasaki             | [ 15 ] |
| 28 kwietnia     | „BURN -Fumetsu no Face-” (jap. BURN -フメツノフェイス-)                                        | B’z                        | [ 16 ] |
| 5 maja          | „Beautiful you/Sennen koi uta” (jap. Beautiful you/千年恋歌)                                   | Tōhōshinki                 | [ 17 ] |
| 12 maja         | „No more”                                                                                      | Tsukasa Maizu              | [ 18 ] |
| 19 maja         | „SUMMER TIME”                                                                                  | NEWS                       | [ 19 ] |
| 26 maja         | „DON’T U EVER STOP”                                                                            | KAT-TUN                    | [ 20 ] |
| 2 czerwca       | „Dreams come true”                                                                             | Hey! Say! JUMP             | [ 21 ] |
| 9 czerwca       | „Kiseki” (jap. キセキ)                                                                         | GReeeeN                    | [ 22 ] |
| 16 czerwca      | „Kiseki” (jap. キセキ)                                                                         | GReeeeN                    | [ 23 ] |
| 23 czerwca      | „VERB”                                                                                         | Glay                       | [ 24 ] |
| 30 czerwca      | „Ai ai gasa” (jap. アイアイ傘)                                                                 | Tegomass                   | [ 25 ] |
| 7 lipca         | „One Love”                                                                                     | Arashi                     | [ 26 ] |
| 14 lipca        | „SUMMER SONG”                                                                                  | YUI                        | [ 27 ] |
| 21 lipca        | „love the world”                                                                               | Perfume                    | [ 28 ] |
| 28 lipca        | „Dōshite kimi o suki ni natte shimattandarō?” (jap. どうして君を好きになってしまったんだろう?) | Tōhōshinki                 | [ 29 ] |
| 4 sierpnia      | „Your Seed/Bōken Rider” (jap. Your Seed/冒険ライダー)                                          | Hey! Say! JUMP             | [ 30 ] |
| 11 sierpnia     | „GIFT”                                                                                         | Mr. Children               | [ 31 ] |
| 18 sierpnia     | „I AM YOUR SINGER”                                                                             | Southern All Stars         | [ 32 ] |
| 25 sierpnia     | „Kono toki, kitto yume janai” (jap. この瞬間、きっと夢じゃない)                                | SMAP                       | [ 33 ] |
| 1 września      | „truth/Kaze no mukō e” (jap. truth/風の向こうへ)                                               | Arashi                     | [ 34 ] |
| 8 września      | „Secret Code”                                                                                  | KinKi Kids                 | [ 35 ] |
| 15 września     | „HANABI”                                                                                       | Mr. Children               | [ 36 ] |
| 22 września     | „HANABI”                                                                                       | Mr. Children               | [ 37 ] |
| 29 września     | „LIGHT IN YOUR HEART/Swing!”                                                                   | V6                         | [ 38 ] |
| 6 października  | „The Birthday ~Ti Amo~”                                                                        | Exile                      | [ 39 ] |
| 13 października | „Happy Birthday”                                                                               | NEWS                       | [ 40 ] |
| 20 października | „TABOO”                                                                                        | Kumi Kōda                  | [ 41 ] |
| 27 października | „Jumon -MIROTIC-” (jap. 呪文-MIROTIC-)                                                         | Tōhōshinki                 | [ 42 ] |
| 3 listopada     | „Mayonaka no Shadow Boy” (jap. 真夜中のシャドーボーイ)                                         | Hey! Say! JUMP             | [ 43 ] |
| 10 listopada    | „Musekinin Hero” (jap. 無責任ヒーロー)                                                         | Kanjani ∞                  | [ 44 ] |
| 17 listopada    | „Beautiful days”                                                                               | Arashi                     | [ 45 ] |
| 24 listopada    | „Tsuretette tsuretette” (jap. 連れてって 連れてって)                                           | Dreams Come True           | [ 46 ] |
| 1 grudnia       | „Hakanaku mo towa no kanashi” (jap. 儚くも永久のカナシ)                                        | UVERworld                  | [ 47 ] |
| 8 grudnia       | „LAST CHRISTMAS” (jap. ミソスープ)                                                             | Exile                      | [ 48 ] |
| 15 grudnia      | „White X'mas”                                                                                  | KAT-TUN                    | [ 49 ] |
| 22 grudnia      | „Yowamushi Santa” (jap. 弱虫サンタ)                                                            | Shūchishin                 | [ 50 ] |
| 29 grudnia      | „Days/GREEN”                                                                                   | Ayumi Hamasaki             | [ 51 ] |

## BillboardJapan Hot 100
| Data            | Utwór                                                            | Wykonawca                  | Źródło  |
| --------------- | ---------------------------------------------------------------- | -------------------------- | ------- |
| 21 stycznia     | „Stay Gold”                                                      | Hikaru Utada               | [ 52 ]  |
| 28 stycznia     | „BE FREE”                                                        | GReeeeN                    | [ 53 ]  |
| 4 lutego        | „Deai no kakera” (jap. 出会いのかけら)                           | Ketsumeishi                | [ 54 ]  |
| 11 lutego       | „Soba ni iru ne” (jap. そばにいるね)                             | Thelma Aoyama feat. SoulJa | [ 55 ]  |
| 18 lutego       | „LIPS”                                                           | KAT-TUN                    | [ 56 ]  |
| 25 lutego       | „Anata ga koko ni itara” (jap. あなたがここにいたら)             | Porno Graffitti            | [ 57 ]  |
| 3 marca         | „Step and Go”                                                    | Arashi                     | [ 58 ]  |
| 10 marca        | „Taiyō no namida” (jap. 太陽のナミダ)                            | NEWS                       | [ 59 ]  |
| 17 marca        | „Sonomama” (jap. そのまま)                                       | SMAP                       | [ 60 ]  |
| 24 marca        | „Wahhahha” (jap. ワッハッハー)                                   | Kanjani ∞                  | [ 61 ]  |
| 31 marca        | „Fight The Blues”                                                | Hikaru Utada               | [ 62 ]  |
| 7 kwietnia      | „NEW LOOK”                                                       | Namie Amuro                | [ 63 ]  |
| 14 kwietnia     | „Kurikaesu haru” (jap. Kurikaesu 春)                             | 244ENDLI-x                 | [ 64 ]  |
| 21 kwietnia     | „Shūchishin” (jap. 羞恥心)                                       | Shūchishin                 | [ 65 ]  |
| 28 kwietnia     | „BURN -Fumetsu no Face-” (jap. BURN -フメツノフェイス-)          | B’z                        | [ 66 ]  |
| 5 maja          | „Bleeding Love”                                                  | Leona Lewis                | [ 67 ]  |
| 12 maja         | „No more”                                                        | Tsukasa Maizu              | [ 68 ]  |
| 19 maja         | „SUMMER TIME”                                                    | NEWS                       | [ 69 ]  |
| 26 maja         | „DON’T U EVER STOP”                                              | KAT-TUN                    | [ 70 ]  |
| 2 czerwca       | „Dreams come true”                                               | Hey! Say! JUMP             | [ 71 ]  |
| 9 czerwca       | „Kiseki” (jap. キセキ)                                           | GReeeeN                    | [ 72 ]  |
| 16 czerwca      | „Kiseki” (jap. キセキ)                                           | GReeeeN                    | [ 73 ]  |
| 23 czerwca      | „VERB”                                                           | Glay                       | [ 74 ]  |
| 30 czerwca      | „Ai ai gasa” (jap. アイアイ傘)                                   | Tegomass                   | [ 75 ]  |
| 7 lipca         | „One Love”                                                       | Arashi                     | [ 76 ]  |
| 14 lipca        | „SUMMER SONG”                                                    | YUI                        | [ 77 ]  |
| 21 lipca        | „love the world”                                                 | Perfume                    | [ 78 ]  |
| 28 lipca        | „Make my day”                                                    | Yui Aragaki                | [ 79 ]  |
| 4 sierpnia      | „Your Seed”                                                      | Hey! Say! JUMP             | [ 80 ]  |
| 11 sierpnia     | „GIFT”                                                           | Mr. Children               | [ 81 ]  |
| 18 sierpnia     | „I AM YOUR SINGER”                                               | Southern All Stars         | [ 82 ]  |
| 25 sierpnia     | „Kono toki, kitto yume janai” (jap. この瞬間、きっと夢じゃない)  | SMAP                       | [ 83 ]  |
| 1 września      | „truth”                                                          | Arashi                     | [ 84 ]  |
| 8 września      | „Secret Code”                                                    | KinKi Kids                 | [ 85 ]  |
| 15 września     | „HANABI”                                                         | Mr. Children               | [ 86 ]  |
| 22 września     | „HANABI”                                                         | Mr. Children               | [ 87 ]  |
| 29 września     | „Tegami ~Haikei jūgo no kimi e~” (jap. 手紙 〜拝啓 十五の君へ〜) | Angela Aki                 | [ 88 ]  |
| 6 października  | „Ti Amo”                                                         | Exile                      | [ 89 ]  |
| 13 października | „Happy Birthday”                                                 | NEWS                       | [ 90 ]  |
| 20 października | „Love,too Death,too”                                             | Porno Graffitti            | [ 91 ]  |
| 27 października | „Akai ito” (jap. 赤い糸)                                         | Yui Aragaki                | [ 92 ]  |
| 3 listopada     | „Mayonaka no Shadow Boy” (jap. 真夜中のシャドーボーイ)           | Hey! Say! JUMP             | [ 93 ]  |
| 10 listopada    | „Musekinin Hero” (jap. 無責任ヒーロー)                           | Kanjani ∞                  | [ 94 ]  |
| 17 listopada    | „Beautiful days”                                                 | Arashi                     | [ 95 ]  |
| 24 listopada    | „Tsuretette tsuretette” (jap. 連れてって 連れてって)             | Dreams Come True           | [ 96 ]  |
| 1 grudnia       | „Hakanaku mo towa no kanashi” (jap. 儚くも永久のカナシ)          | UVERworld                  | [ 97 ]  |
| 8 grudnia       | „LAST CHRISTMAS” (jap. ミソスープ)                               | Exile                      | [ 98 ]  |
| 15 grudnia      | „White X'mas”                                                    | KAT-TUN                    | [ 99 ]  |
| 22 grudnia      | „Yowamushi Santa” (jap. 弱虫サンタ)                              | Shūchishin                 | [ 100 ] |
| 29 grudnia      | „Days”                                                           | Ayumi Hamasaki             | [ 101 ] |